# 京都市電白川線
白川線（しらかわ せん）は、京都市の白川通に敷設されていた京都市電の軌道路線。
［都市計畫軌道延長第二期事業（外劃線）］の一環として昭和中期に建設された。全区間が併用軌道。京都市電では戦後初の開業路線であった。
今出川線と丸太町線を連絡し、中間地点には錦林車庫が設置されていた。
1976年（昭和51年）に今出川線、丸太町線と共に廃止された。開業からわずか22年後の廃線だった。

## 沿革
- 1923年（大正12年）5月26日 市会が「第七十七號議案」を議決し、白川線路線決定
- 1954年（昭和29年）3月1日 銀閣寺道－天王町全線開業
- 1955年（昭和30年）1月16日 錦林車庫開設
- 1962年（昭和37年）3月27日 急行運転開始（日曜祝日を除く午前7時－午前9時）
- 1964年（昭和39年）6月1日 ワンマンカー運行開始（当初3週間は添乗者が付き、一人乗務は6月22日実施）
- 1965年（昭和40年）12月1日 自動車の併用軌道乗入全面開放
- 1976年（昭和51年）
  - 3月31日 「さようなら 今出川・丸太町・白川線」電車運行
  - 4月1日 白川線全線廃止し、市バスに転換／錦林車庫廃止

## 電停一覧
停留所／交叉する通り（接続、距離、急行停車駅は路線図参照）
- 銀閣寺道／今出川通
- 浄土寺
- 錦林車庫前
- 真如堂前
- 天王町／丸太町通